# James Anderson (photographe)
Pour les articles homonymes, voir James Anderson et Anderson.
James Anderson, né le 11 mars 1813 à Blencarn dans le comté de Cumbria au Royaume-Uni et mort le 27 février 1877 à Rome en Italie, est un photographe britannique, actif à Rome au milieu du XIXe siècle où il a créé l'entreprise familiale Fotografia Anderson.

## Biographie
James Isaac Anderson Atkinson, fils de John Atkinson et de Hannah Topping, est né dans une famille d'agriculteurs dans le village de Blencarn. Il se montre doué pour le dessin et la peinture ; après avoir fait des études de peinture à Paris sous le nom de William Nugent Dumbar, il s'installe à Rome en 1838. Il participe en 1839 à une exposition organisée par la Società degli Amatori e Cultori dell Belle Arti à la Casina Valadier, avec trois vues à l'aquarelle de Rome, signées Sig. Nugent Dumbar inglese. Il est mentionné parmi les artistes actifs à Rome dans un guide de 1841.
En 1845, il signe le livre d'or du Caffè Greco de la via Condotti à la fois en tant que peintre à la lettre D : « W. Nugent Dumbar pittore, via del Muro Nuovo n. 89 » et en tant que photographe à la lettre A sous le nom de James Anderson : « Anderson James, fotografo, fuori Porta del Popolo n. 6 » : Anderson en arrivant à Rome, tout en continuant à travailler comme peintre aquarelliste sur le marché toujours florissant des illustrations et des vues de la ville, a déjà commencé à utiliser la nouvelle technique de la photographie. Il fait partie du cercle désigné sous le nom de Scuola romana di fotografia [École romaine de photographie], qui se retrouve au Caffè Greco, fréquenté à la fin des années 1840 par des photographes étrangers installés à Rome (les français Frédéric Flachéron et Eugène Constant), des photographes italiens, dont Carlo Baldassarre Simelli (it), Gioacchino Altobelli, Giacomo Caneva, et par d'autres membres des milieux artistiques romains comme l'orfèvre, antiquaire et collectionneur Augusto Castellani. Ses membres se consacrent principalement à la photographie des monuments romains, des œuvres d'art et des environs de la ville, et se tiennent informés des nouveaux moyens techniques : ainsi Anderson utilise la technique du négatif sur verre à l'albumine, ainsi que celle du calotype, procédé breveté en 1841 par William Henry Fox Talbot, avec des négatifs en papier ciré, à partir desquels il reproduit des positifs en nombre par simple tirage contact.
À partir de 1851, la librairie Spithöver, installée Piazza di Spagna, distribue ses vues de villes et de paysages, ses photographies de monuments antiques, de sculptures, de reliefs et de tableaux de grands maîtres jusqu'en Angleterre et aux États-Unis. En 1859, Anderson publie son premier et unique catalogue, en français : Catalogue des photographies de Rome de James Anderson ... en vente chez Joseph Spithöver de 25 pages, avec la description sommaire de 667 photographies. 
James Anderson épouse Maria De Mutis ; ils ont quatre enfants de 1854 à 1863, qui sont baptisés dans la religion catholique. Son épouse meurt du choléra en 1867. Le fils aîné Domenico Anderson, né en 1854, succède à son père à la mort de clui-ci en 1877 ; les fils de Domenico Alessandro et Giorgio, continuent l'entreprise, qui perdure jusqu'en 1963, date à laquelle la Società Anonima Domenico Anderson est reprise par l'Istituto Italiano per la Collaborazione Culturale.

## Collections
- Musée Alinari, Florence : en 1960, l'entreprise Anderson fait don de 40 000 négatifs sur verre[6].
- Musée Adolf-Michaelis, Strasbourg[7].

## Expositions
James Anderson a présenté ses photographies à plusieurs expositions de son vivant : en 1855 et en 1860 à la Royal Photographic Society à Londres ; en 1855 à la Photographic Association of Glasgow ; en 1856 à la Photographic Society of Scotland à Edimbourg ; en 1857 à l'exposition Art Treasures of Great Britain organisée à Manchester. En 1862, il présente ses œuvres à l'Exposition universelle de Londres.
- 10 novembre 2004 - 6 mars 2005 : Vu d'Italie 1841-1941 : la photographie italienne dans les collections du Musée Alinari, Pavillon des arts, Paris[8].
- 4 mai - 11 septembre 2005 : Rom 1846-1870 : James Anderson und die Maler-Fotografien. Sammlung Siegert, Neue Pinakothek, Munich[9].
- 18 avril - 3 mai 2008 : Roma vista dai pittori-fotografi del secondo '800, Galerie Paolo Antonacci, Rome[10]

## Galerie

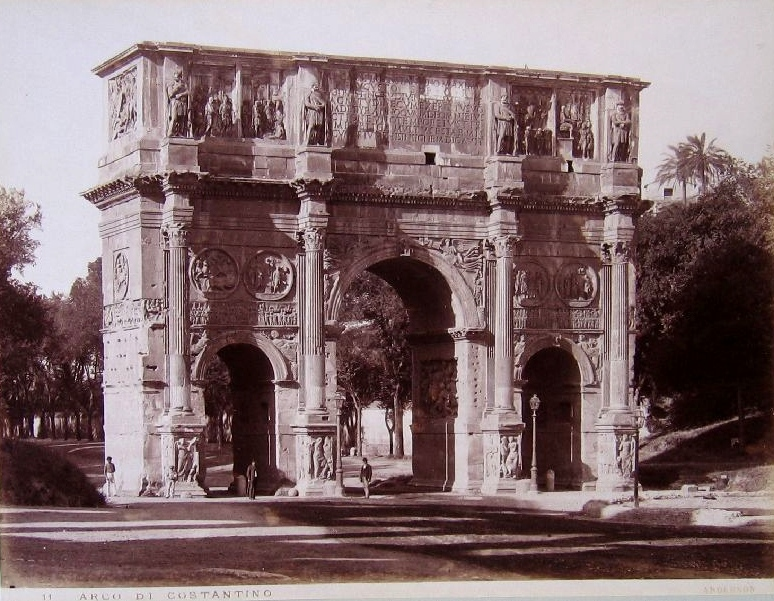
Arc de Constantin à Rome.
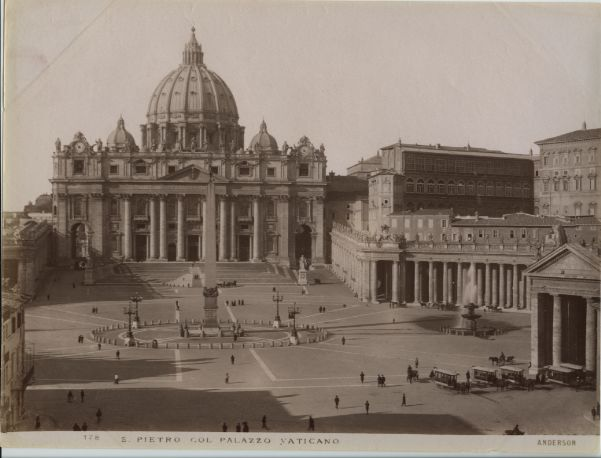
La basilique Saint-Pierre de Rome.
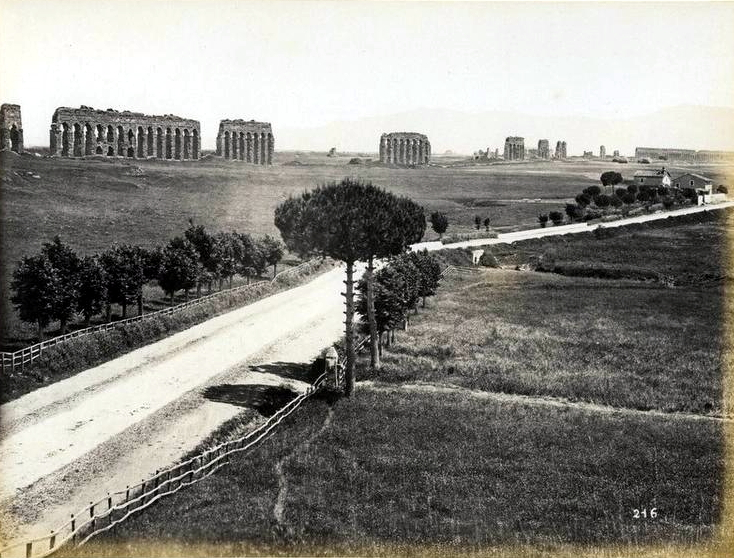
La via Appia Nuova et l'aqueduc de Claude à Rome.
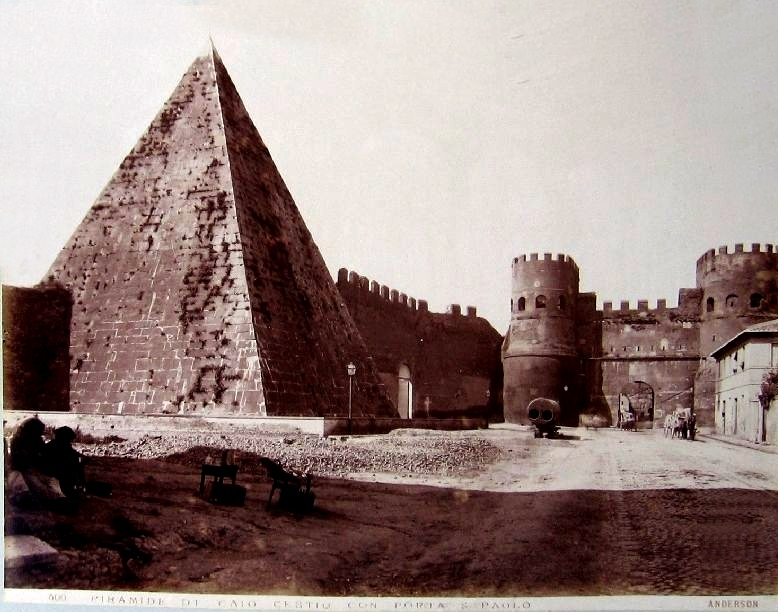
La pyramide de Cestius et la porta San Paolo à Rome.
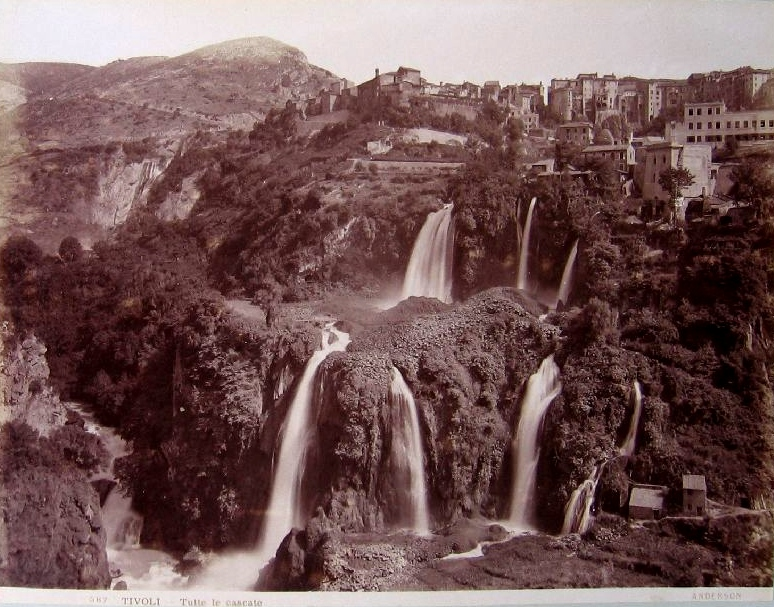
Les cascades de la villa Gregoriana sur l'Aniene à Tivoli.
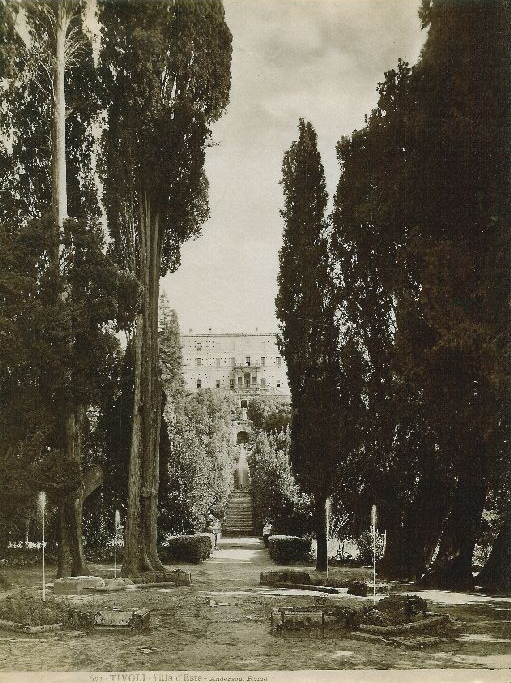
La villa d'Este à Tivoli.
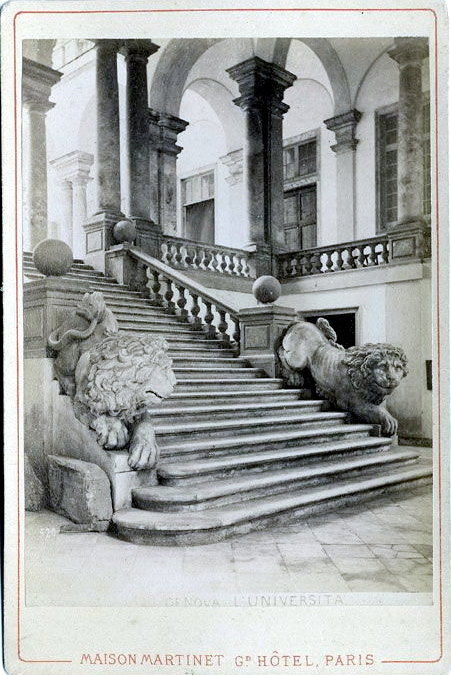
L'Université de Gênes.
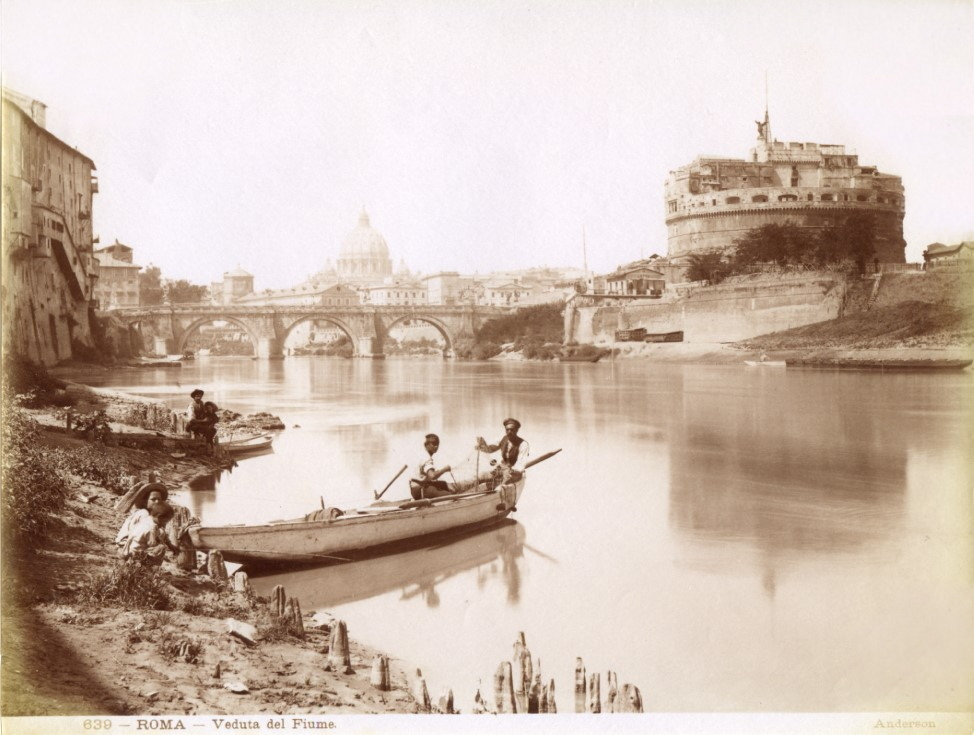
Vue du Tibre à Rome avec le Château Saint-Ange et le dôme de Saint-Pierre.
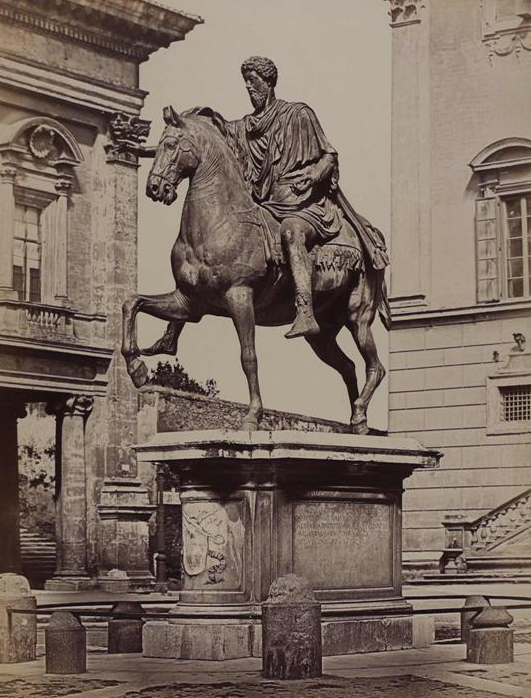
Statue de Marc Aurèle à Rome.
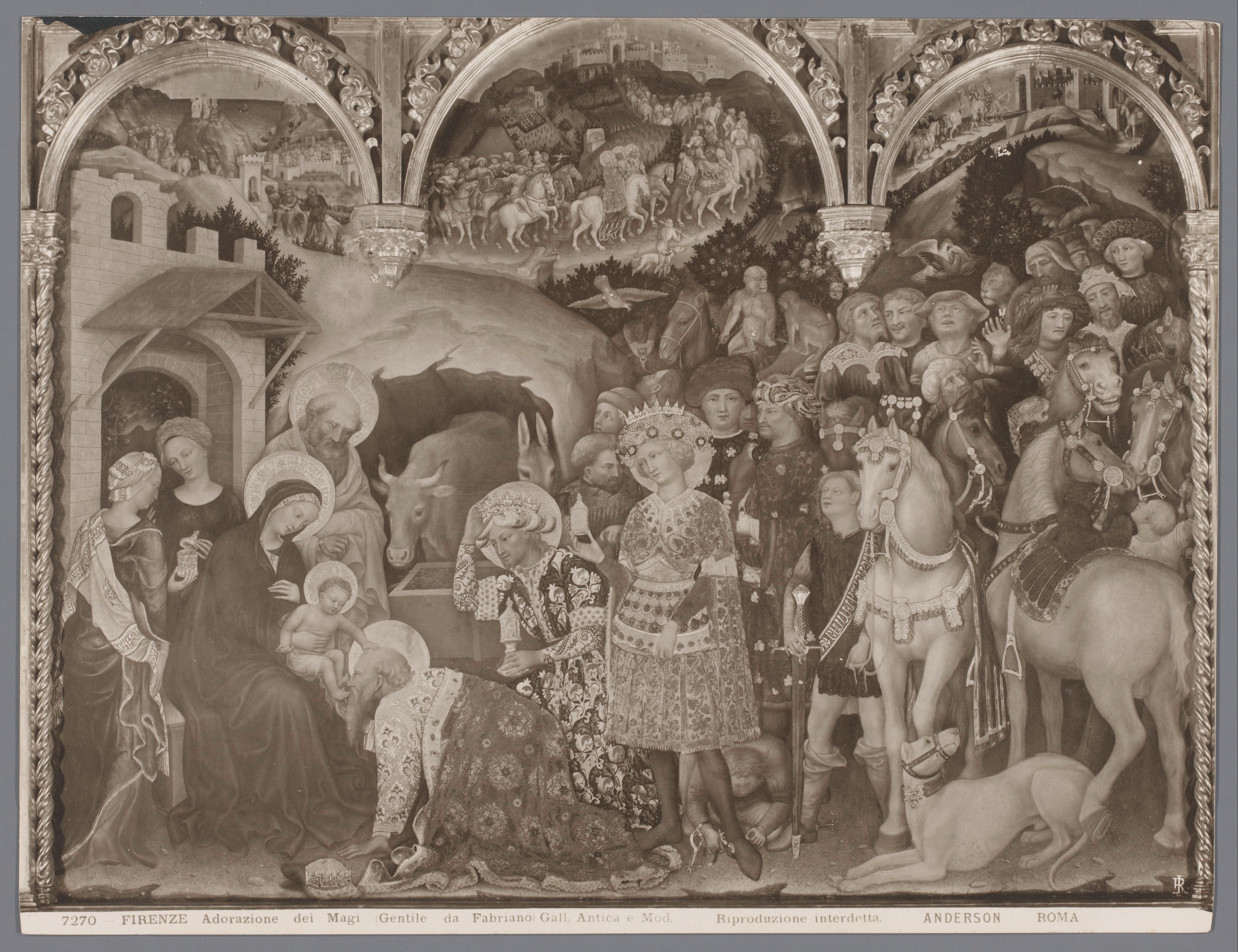
Gentile da Fabriano, L'Adoration des mages, Galerie des Offices, Florence.